# Björnram, Isnässläkten
Björnram från Isnäs, Isnässläkten eller Lasse Olssons släkt var en  frälsesläkt, som skrev sig till Isnäs i Finland, och utdog innan Sveriges Riddarhus grundades 1625, varför den aldrig introducerades där som adelsätt..

## Historia
Stamfader för ätten är Lasse Olsson som förr uppgavs ha härstammat från det medeltida frälset i Finland, vilket har tillbakavisats av Nils Ahnlund. Inte heller förde han björnramar i vapnet vilket förr uppgavs, och vilket andra medeltida personer gjort.
Lasse Olsson lär ha varit gift två gånger, men Nils Ahnlund har hävdat att de uppgivna hustrurna troligen var samma kvinna. Gabriel Anrep anger att första hustrun var Anna Grubbe till Grabacka och att andra hustrun var Anna Grubb från Grubbe i Umeå vars mor tillhörde Bureätten. Mot detta anför Ahnlund i Svenskt biografiskt lexikon att första hustrun i Göran Horns personalier uppges ha hetat Margareta Andersdotter Bärens, men Ahnlund antar att det är fråga om en förvanskning av namnet Bureus, varmed han kommer till slutsatsen att första och andra hustrun (Anna Andersdotter Grubb) kan ha varit samma person. Liksom Anrep uppger Ahnlund att andra hustrun hette Anna Andersdotter Grubb och via mödernet tillhörde Bureätten och att hon var dotter till landsköpmannen Anders Persson Grubb och Maria Bure, ett äktenskap som antas ha påverkat Lars Olofsson karriär.
Traditionellt anses att första sonen, överstebefallningsmannen Hans Larsson, var son i första äktenskapet, och att de övriga barnen, till exempel sönerna Andreas Laurentii Björnram och Mårten Larsson Björnram, var födda i andra äktenskapet.
Äldre uppgifter gör gällande att Lars Olofsson (Björnram) adlades 1562, vilket Nils Ahnlund tillbakavisat. Dock adlades Andreas Laurentii Björnrams ende son, Matts Andersson (Björnram) 1584. Han upptog sin farbroders vapen med björnramar.
Hans Larsson, son till denne, fick bara barn i sitt första äktenskap, med Anna Persdotter Ollon, varav bara ett barn var en son och denne dog späd. Därtill fick han tre döttrar, en gift Wildeman nr 89, en Horn af Kanckas nummer 12 och en Boije af Gennäs nummer 16. Hans bror Mårten Larsson (Björnram) var lagman och gift med Anna Bure, med vilken han fick en dotter, Catharina, som gifte sig med Daniel Danielis Cuprimontanus och blev stammoder till ätten Svinhufvud i Westergötland nummer 199. Döttrar till Lars Olofsson (Björnram) gifte sig Rålamb, med en kunglig sekreterare och till Gävle.
Andreas Laurentii Björnram, som var ärkebiskop, använde efter adelskap 1584 enligt Anrep sin moders Grubbevapen. Han var gift två gånger. Med första hustrun Anna Mikaelsdotter fick han sin ende son, den ovan nämnde Matts Andersson (Björnram). Andra hustrun var Margareta (Phase), dotter till Laurentius Petri d.ä.. I detta äktenskap föddes bara döttrar. En dotter i detta äktenskap gifte sig första gången med domprosten i Linköping Nicolaus Petri Grubb och andra gången med Peder Matsson varmed hon delvis blev stammoder till Stiernfelt eller Grubbe. Dottern Brita gifte sig med Johan Luth, dottern Barbro blev stammoder till Gyllenållon, en gifte sig med en lagläsare, och en dotter gifte sig i Brandenburg till huset af Parro.
Ätten slocknade på manssidan på 1500-talet.

## Oklarheter
En släkt härstammande från Närke, vilken bland andra Anders Gustaf Björnram tillhörde vann 1765 introduktion på denna ätts namn och nummer med hänvisning till att man tillhörde adelsätten. Detta har numera visat sig vara grundat på förfalskade dokument.